# 2024年歐霸盃決賽
2024年歐霸盃決賽是2023–24年歐霸盃的最後一場賽事，是第 53 屆歐洲足球協會主辦的第二級別球會錦標賽，亦昰由歐洲足協盃更名為歐霸盃後的第 15 屆賽事。球賽在2024年5月22日於愛爾蘭都柏林的英傑華球場舉行。
賽事冠軍可獲得2024年歐洲超級盃參賽權，與2023–24年歐洲冠軍聯賽冠軍角逐錦標。

## 晉級之路
備註： 下列賽果中，決賽球隊一方比數列於前面（H：主場；A：作客）。
| 排名 | 隊伍       | 賽 | 分 |
| ---- | ---------- | -- | -- |
| 1    | 阿特蘭大   | 6  | 14 |
| 2    | 士砵亭     | 6  | 11 |
| 3    | 格拉茨     | 6  | 4  |
| 4    | 捷斯托佐華 | 6  | 4  |

| 排名 | 隊伍     | 賽 | 分 |
| ---- | -------- | -- | -- |
| 1    | 利華古遜 | 6  | 18 |
| 2    | 卡拉巴克 | 6  | 10 |
| 3    | 莫迪     | 6  | 7  |
| 4    | 赫根     | 6  | 0  |

## 賽事

### 詳細
行政上「主場」一方經由抽籤決定，該抽籤會在半準決賽和準決賽抽籤後進行。
| 2024年5月22日 21:00 CEST |

| 阿特蘭大             | 3–0  | 利華古遜 |
| -------------------- | ---- | -------- |
| - 陸文 12', 26', 75' | 報告 |          |

| 都柏林，英傑華球場 觀眾人數：47,135 ：伊斯特万·科瓦奇（羅馬尼亞） |

|  | 賽事規則 - 90分鐘賽事 - 如有需要，會進行30分鐘加時賽 - 如果比數仍然相同，則會進行互射十二碼 - 十二位後備球員 - 最多進行五個常規換人調動，加時賽中可額外進行第六個換人調動 |

## 備註
1. ↑  每隊只會有三次進行換人機會，加時賽中可額外有第四次機會，當中在半場時、加時賽展開前與及加時賽半場時進行的換人可獲得豁免。

## 外部連結
- 官方网站